# Sonja Johnson
Sonja Johnson (Albany, 14 dicembre 1967) è una cavallerizza australiana, vincitrice della medaglia d'argento nel Completo a squadre, alle olimpiadi di Pechino 2008.

## Palmarès
- Olimpiadi

Pechino 2008: argento nel completo a squadre.